# Kontich
Kontich ist eine belgische Gemeinde in der Region Flandern mit 21.693 Einwohnern (Stand 1. Januar 2024). Sie befindet sich im Großraum Antwerpen und besteht aus dem Hauptort und dem Ortsteil Waarloos.
Das Stadtzentrum von Antwerpen liegt etwa 9 km nördlich und Brüssel 32 km südlich.
Kontich ist Standort des Familienunternehmens Alcopa.
Die nächsten Autobahnabfahrten sind Kontich, Slijkhoek und Rumst an der A1/E 19. 

Kontich hat einen Regionalbahnhof an der Bahnlinie Brüssel-Kontich-Antwerpen-Rotterdam. In Antwerpen und Mechelen halten auch überregionale Schnellzüge. 

Der Flughafen Antwerpen ist der nächste Regionalflughafen und der Flughafen Brüssel National nahe der Hauptstadt Brüssel ist ein Flughafen von internationaler Bedeutung.